# Liwā' al Muwaqqar
Liwā' al Muwaqqar (arabiska: لواء الموقر) är ett departement i Jordanien.   Det ligger i guvernementet Amman, i den centrala delen av landet, 30 km sydost om huvudstaden Amman.